# Großer Homburg
Der Große Homburg ist ein 403 m ü. NN hoher Berg im Homburgwald, einem Teil des Weserberglands in Niedersachsen (Deutschland). 
Der Große Homburg befindet sich im Landkreis Holzminden oberhalb bzw. nördlich von Stadtoldendorf und ein paar Kilometer südlich von Eschershausen. 
Auf dem Gipfel des Großen Homburgs befindet sich die Ruine der Homburg, von deren Burgturm man die Aussicht genießen kann – beispielsweise in Richtung Süden zum Solling, in dem sich mit der Großen Blöße der höchste Berg des Weserberglands erhebt. Am Westhang des Großen Homburgs befinden sich Steinbrüche, in denen seit Jahrhunderten Gips abgebaut wird.
Unterhalb des Berggipfels liegt ein Trigonometrischer Punkt auf 398 m ü. NN.